# Gotthard Klose
Gotthard Klose (* 7. Februar 1933 in Altkemnitz; † 30. August 2023) war ein deutscher Physiker und Hochschullehrer.

## Leben
Klose studierte von 1952 bis 1957 an der Karl-Marx-Universität Leipzig Physik und schrieb seine Diplomarbeit über die Präzession von Protonen im Magnetfeld der Erde. Er wurde dort 1962 bei Artur Lösche und Gerhard Geiseler mit einer Dissertation über Indirekte Spin-Spin-Kopplung zwischen Protonen und schweren Isotopen mit dem Spin 1/2 über zwei und drei Einfachbindungen zum Dr. rer. nat. promoviert. Nach der Habilitation 1966 (Thema der Habilitationsschrift: Untersuchungen zur Elektronenstruktur von β-Diketonen und Analogen erhielt er die Venia legendi für das Fachgebiet Experimentalphysik). Von 1970 bis 1992 war er Ordentlicher Professor für Experimentelle Physik in Leipzig und von 1992 bis 1998 Professor (C4) für Experimentalphysik (Physik der Biomembranen). Im Jahr 1998 wurde er emeritiert.
Kloses Forschungsschwerpunkte lagen im Bereich der hochauflösenden magnetischen Kernresonanz, der Molekülphysik und der Quantenchemie. Hierbei befasste er sich unter anderem mit der Physik biologischer Modellmembranen, den Phaseneigenschaften von kombinierten Lipid/Tensid-Systemen und der Untersuchung der Hydratationskraft.

Grabstätte Gotthard Klose

Klose übernahm verschiedenen Leitungsfunktionen an der Universität und in wissenschaftlichen Gesellschaften. So war er von 1992 bis 1998 Direktor des Instituts für Experimentalphysik I der Universität Leipzig und
von 1967 bis 1990 Vorsitzender der „AG Hochauflösende magnetische Kernresonanz“ im Fachverband HF-Spektroskopie der Physikalischen Gesellschaft der DDR. Von 1993 bis 1997 war er Sprecher des Sonderforschungsbereichs „Moleküle in Wechselwirkung mit Grenzflächen“ (SFB 294) und von 1994 bis 1994 im wissenschaftlichen Beirat des Instituts Laue-Langevin.
Er verstarb am 30. August 2023 und wurde auf dem Südfriedhof in Leipzig beerdigt.

## Publikationen (Auswahl)
- Ruben G. Geworkjan, Gotthard Klose: Physik. Akademie-Verlag, Berlin 1986, ISBN 978-3-05-500049-2 (Inhaltsverzeichnis – russisch: физика. Übersetzt von Ljudmila Gawrisch, Klaus Gawrisch, Ursula Weisensee, Klaus Weisensee).
- Untersuchungen zur Elektronenstruktur von β-Diketonen und Analogen. Universität Leipzig, 1966 (Habilitationsschrift, Mathematisch-naturwissenschaftliche Fakultät).
- Indirekte Spin-Spin-Kopplung zwischen Protonen und schweren Isotopen mit dem Spin 1/2 über zwei und drei Einfachbindungen. Universität Leipzig, 1962 (Dissertation, Mathematisch-naturwissenschaftliche Fakultät).